# Championnat de Belgique féminin de football 1991-1992
 (novembre 2024).
Si vous disposez d'ouvrages ou d'articles de référence ou si vous connaissez des sites web de qualité traitant du thème abordé ici, merci de compléter l'article en donnant les références utiles à sa vérifiabilité et en les liant à la section « Notes et références ».
Navigation
Saison précédente Saison suivante
Le championnat de Belgique féminin de football 1991-1992 est la 21e édition du championnat de première division belge de football féminin. Il se dispute lors de la saison 1991-1992. 
Ce championnat est disputé par quatorze équipes. Il est remporté par le Standard Fémina de Liège dont c'est le 11e titre et le 3e consécutif. Le Standard Fémina de Liège termine sans aucune défaite.

## Classement
| Rang | Équipe                      | Pts | J  | G  | N  | P  | Bp | Bc | Diff |
| ---- | --------------------------- | --- | -- | -- | -- | -- | -- | -- | ---- |
| 1    | Standard Fémina de Liège    | 47  | 26 | 21 | 5  | 0  | 80 | 11 | +69  |
| 2    | RWD Herentals               | 41  | 26 | 18 | 5  | 3  | 50 | 22 | +28  |
| 3    | Herk Sport                  | 39  | 26 | 17 | 5  | 4  | 66 | 17 | +49  |
| 4    | Brussel Dames 71            | 38  | 26 | 16 | 6  | 4  | 52 | 19 | +33  |
| 5    | DVC Kuurne                  | 30  | 26 | 14 | 2  | 10 | 53 | 33 | +20  |
| 6    | Jong Nijlen                 | 26  | 26 | 10 | 6  | 10 | 29 | 38 | -9   |
| 7    | Kamillekes Alost            | 25  | 26 | 11 | 3  | 12 | 38 | 40 | -2   |
| 8    | KSV Cercle Bruges           | 23  | 26 | 6  | 11 | 9  | 25 | 39 | -14  |
| 9    | Astrio Begijnendijk         | 22  | 26 | 8  | 6  | 12 | 36 | 44 | -8   |
| 10   | KFC Rapide Wezemaal         | 19  | 26 | 8  | 3  | 15 | 30 | 51 | -21  |
| 11   | Eva's Kumtich               | 19  | 26 | 7  | 5  | 14 | 24 | 49 | -25  |
| 12   | Elen Standard               | 14  | 26 | 6  | 2  | 18 | 24 | 58 | -34  |
| 13   | Royale Union Saint-Gilloise | 14  | 26 | 5  | 4  | 17 | 17 | 50 | -33  |
| 14   | DV Borgloon                 | 7   | 26 | 2  | 3  | 21 | 12 | 65 | -53  |